# Wielkość fizyczna

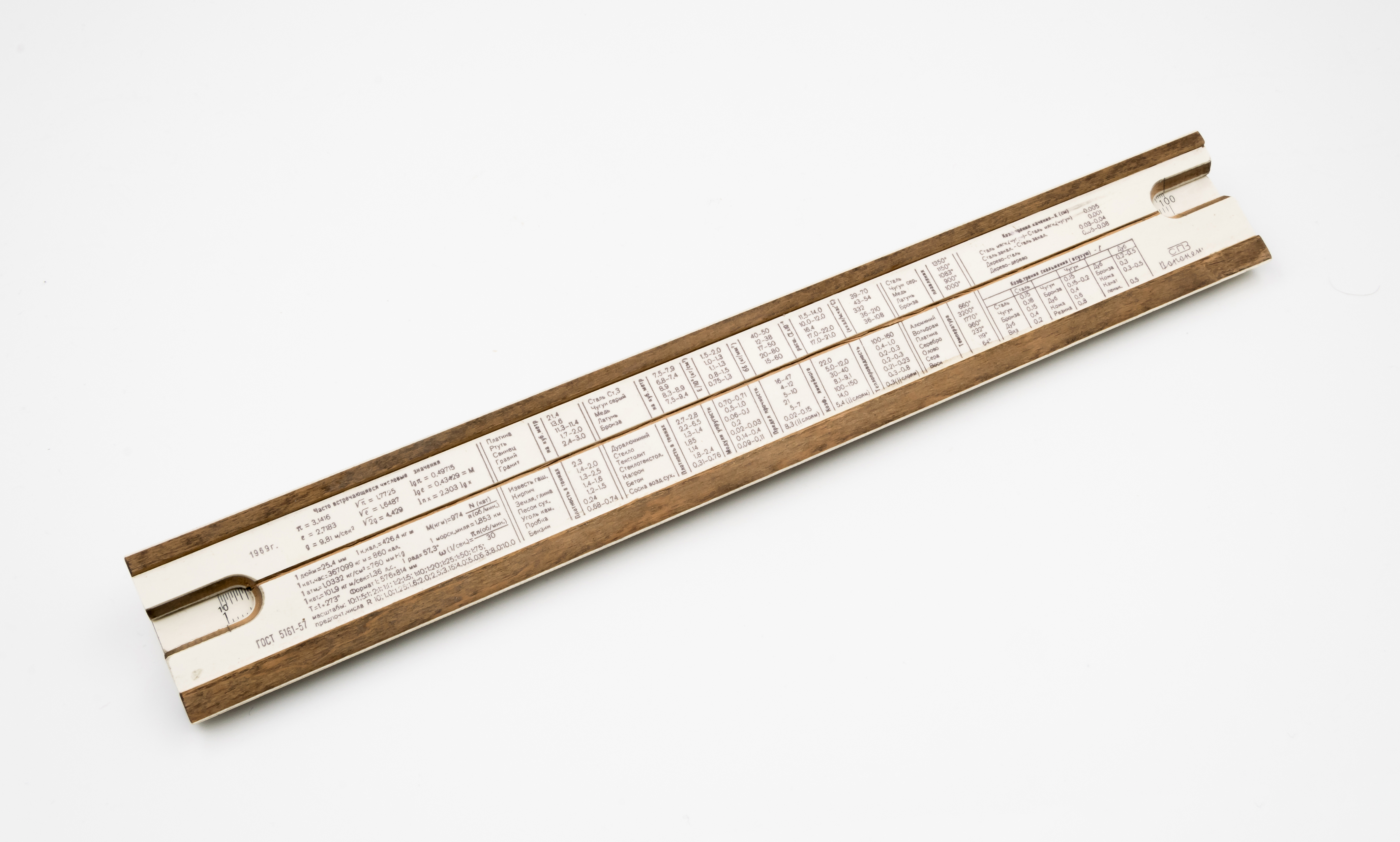
Spód suwaka logarytmicznego z niektórymi wielkościami fizycznymi

Wielkość fizyczna, wielkość fizykalna, wielkość mierzalna – właściwość fizyczna ciała lub zjawiska, którą można określić ilościowo, czyli zmierzyć, przynajmniej teoretycznie.
Zależności między wielkościami fizycznymi wyraża się wzorami wielkościowymi. Wartości liczbowe wielkości są wyrażane w jednostkach miar. Zestawienie jednostek miar wielkości i zależności między nimi określane są w układach jednostek miar. Obecnie w fizyce i innych naukach obowiązuje układ SI.
Przykładowe wielkości fizyczne:
- skalarne: energia, masa, czas, ładunek elektryczny, gęstość, praca, moc
- wektorowe: położenie, prędkość, przyspieszenie, siła
- tensorowe: tensor momentu bezwładności.

Wielkości fizyczne mogą mieć określone właściwości geometryczne, zwłaszcza ze względu na właściwości transformacyjne podczas zmiany układu współrzędnych, to znaczy określony charakter tensorowy. Są one wielkościami skalarnymi (skalarami, mogą być też bezwymiarowymi liczbami), wektorami, tensorami wyższych rzędów.
W mechanice kwantowej wielkości fizyczne stają się operatorami działającymi na przestrzeni Hilberta możliwych stanów układu kwantowego. Nadal jednak zachowują swój tensorowy charakter (wielkości skalarne opisywane są przez operatory skalarne, wielkości wektorowe przez operatory wektorowe).
W metrologii, nauce o pomiarach, przyjęto stosować pojęcie wielkość mierzalna. 
W ramach tej nauki rozróżnia się prawdziwe (realne) wartości mierzalne zwane mezurandami, które nigdy nie są znane bezpośrednio oraz wartości realizowane, które są wynikiem stosowania określonej metody pomiarowej. Ze względu na to, że metody pomiarowe nigdy nie są idealne muszą one zakładać występowanie błędów pomiaru, czyli różnic między mezurandem a wartością realizowaną, które powinny być poddane analizie zwanej rachunkiem błędów, który należy przygotować na etapie konstruowania modelu badanego zjawiska i układu jego pomiaru. 
Błędy pomiaru wynikają z faktu, że na pomiar mogą mieć wpływ niemożliwie do wyeliminowania zjawiska, których wielkości wpływające mogą mieć charakter stały powodujący błąd systematyczny, mogą fluktuować bądź mieć charakter losowy. Fluktuacje i losowe zmiany wielkości wpływających powodują rozrzut wyników pomiaru mezurandu, powodujący określoną niepewność pomiaru, którą ustala się metodami statystycznymi, natomiast błędy systematyczne powinny być wykrywane i korygowane za pomocą procedury kalibracyjnej.